# Foley-Gletscher
Der Foley-Gletscher ist ein rund 6 km langer Gletscher am westlichen Ende der Thurston-Insel vor der Eights-Küste des westantarktischen Ellsworthlands. Er mündet unmittelbar östlich des Kap Petersen in die Bellingshausen-See.
Das Advisory Committee on Antarctic Names benannte ihn 2003 nach Kevin M. Foley vom United States Geological Survey, einem Computerspezialisten der Gruppe für die Erstellung von Landkarten zur Ermittlung von Gletscher- und Küstenveränderungen in Antarktika.